# Tlaka
Tlaka – wieś w Słowenii, w gminie Litija. W 2018 roku liczyła 33 mieszkańców.